# Лази Туропољски
Лази Туропољски су насељено место у саставу Града Велике Горице, у Туропољу, Хрватска.

## Становништво
| Националност       | 1991.       |
| Хрвати             | 75 (93,75%) |
| Срби               | 0           |
| Југословени        | 0           |
| остали и непознато | 5 (6,25%)   |
| Укупно             | 80          |